# كينغسفيل (أونتاريو)
كينغسفيل، أونتاريو (بالإنجليزية: Kingsville)‏ هي مدينة كندية تقع في مقاطعة أونتاريو. تبلغ مساحة هذه المدينة 246.8398 (كم²)، ويبلغ عدد سكانها 20908 نسمة حسب إحصاء سنة 2006 م، بينما كان يسكنها 19619 نسمة في سنة 2001 م. تحتل هذه المدينة المرتبة رقم 182 بين مدن كندا حسب عدد السكان والمرتبة رقم 72 في المقاطعة. نما عدد السكان في هذه المدينة بنسبة (6.6) بين العامين المذكورين.

## أعلام
- جيمس ستيوارت
- جاك مينر
- كوربن واتسون
- فلويد هيلمان

## وصلات خارجية
- الأطلس الحكومي لكندا
- إحصاءات كندا مع ساعة تعداد السكان